# Handelsschiff

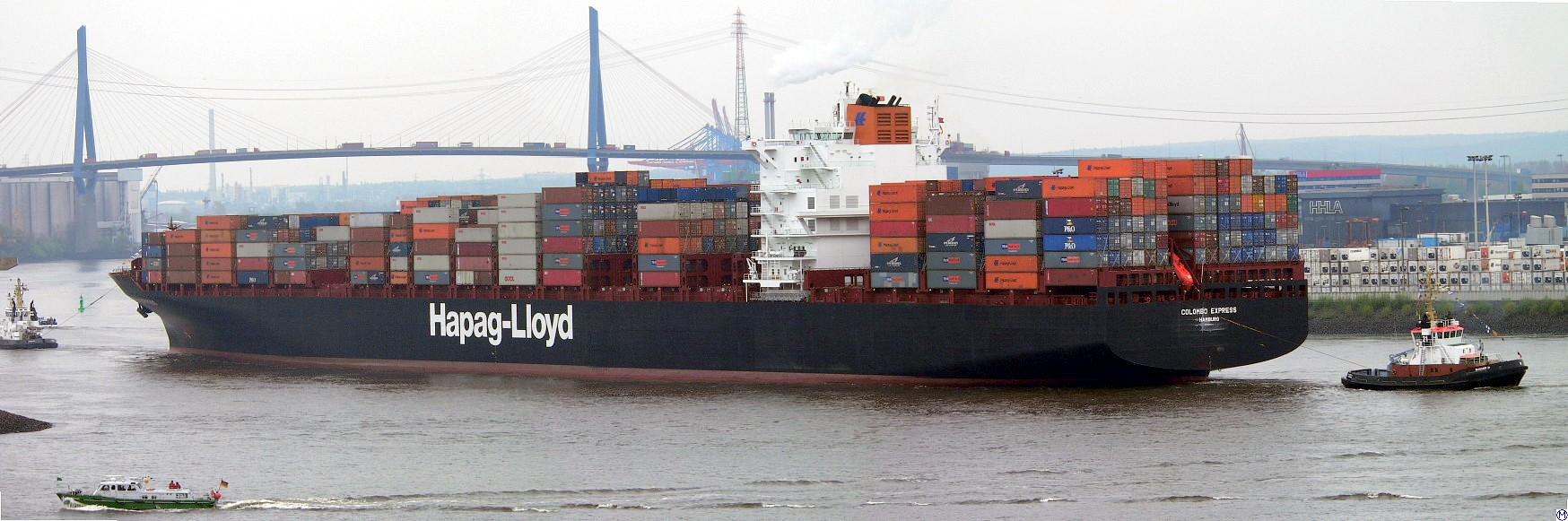
Containerschiff Colombo Express im Hamburger Hafen

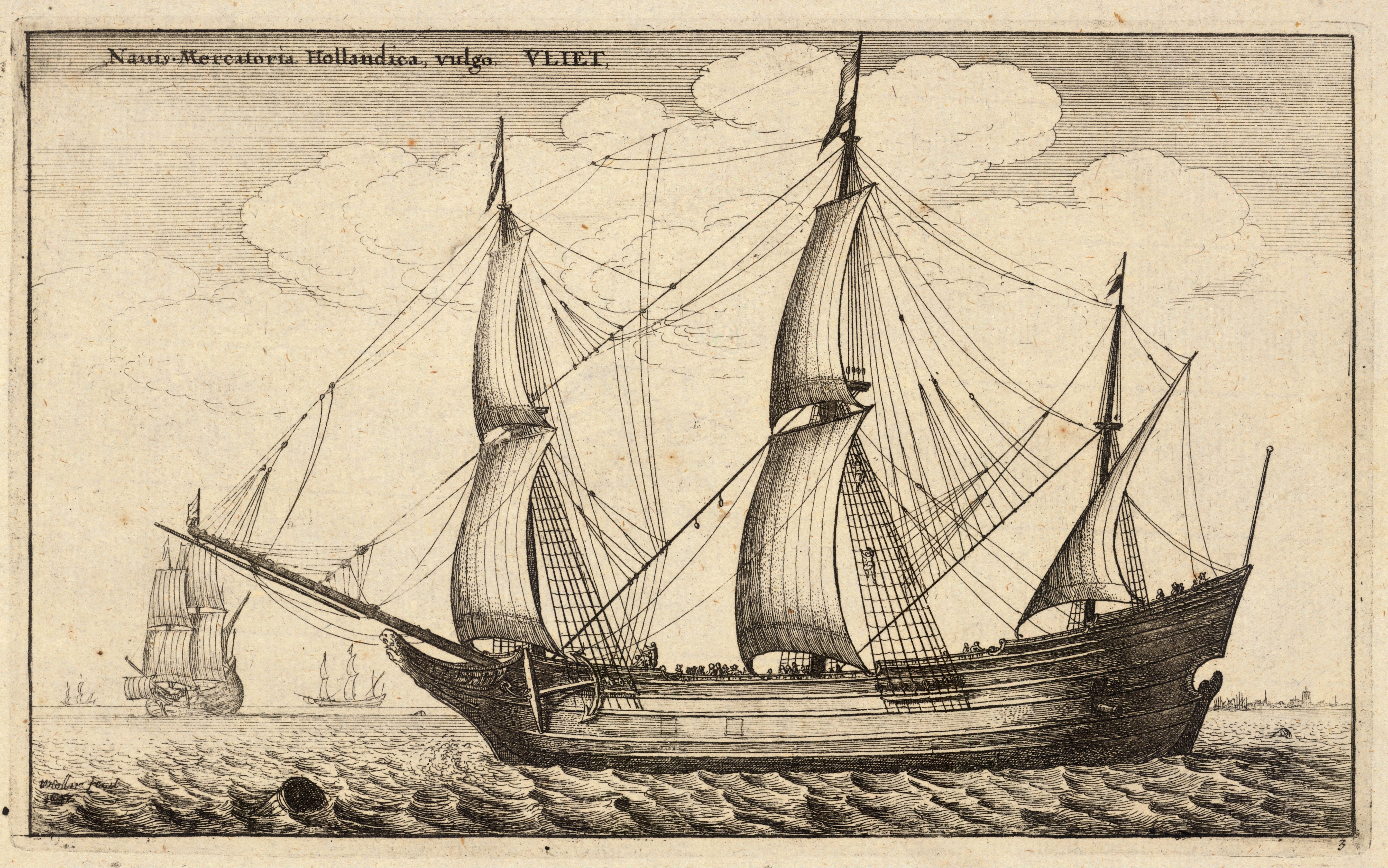
Historisches Handelsschiff: eine niederländische Fleute aus dem späten 17. Jahrhundert

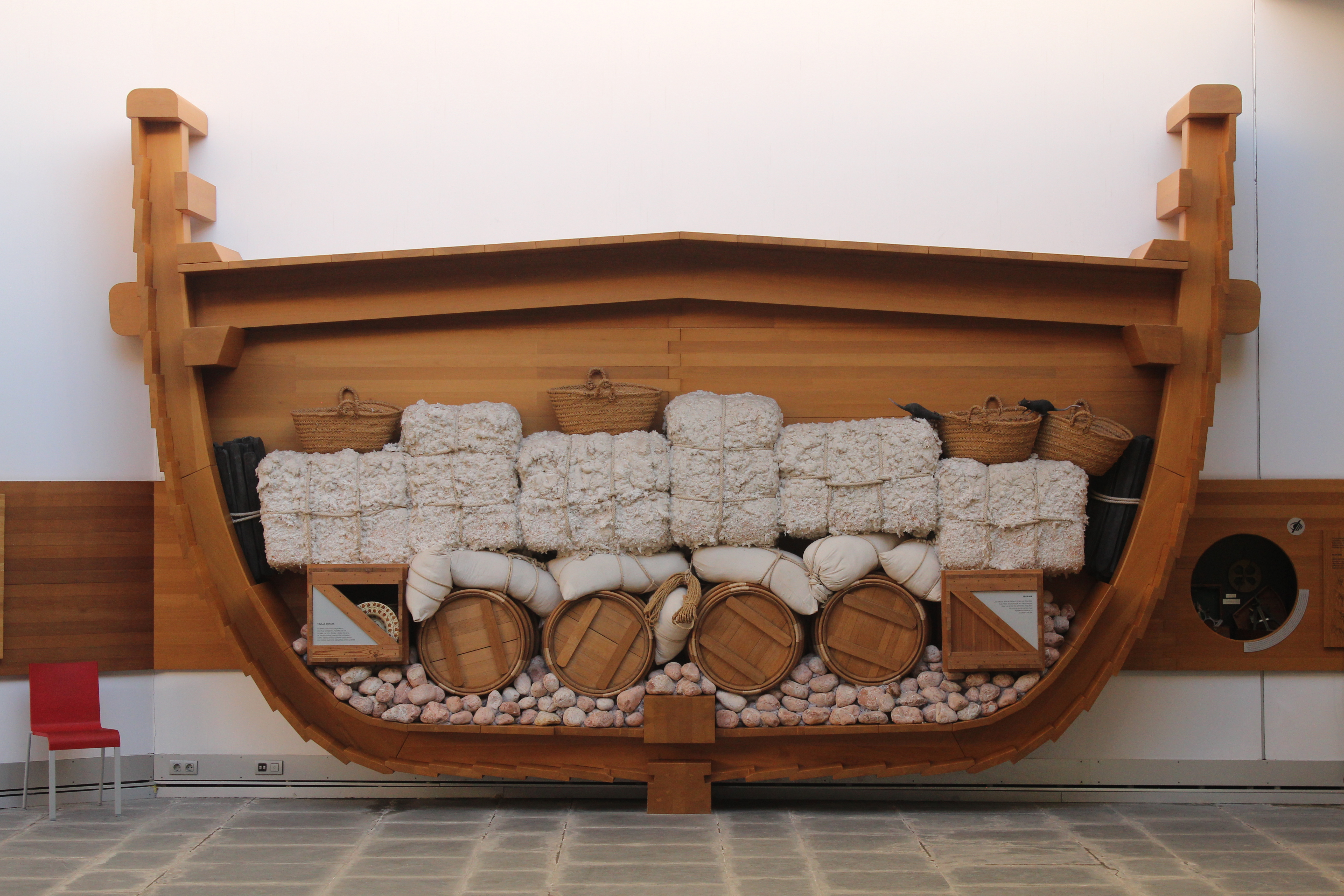
Originalgetreue Nachbildung eines mittelalterlichen Schiffsquerschnitts

Als Handelsschiff oder veraltet Kauffahrteischiff/Kauffahrer bezeichnet man im rechtlichen Sinne alle nicht staatlichen Schiffe (die Handelsflotte). Artikel 27 des deutschen Grundgesetzes bestimmt: „Alle deutschen Kauffahrteischiffe bilden eine einheitliche Handelsflotte.“ 
Im engeren Sinne versteht man unter einem Handelsschiff ein dem Transport von Gütern oder Personen zu gewerblichen Zwecken dienendes Schiff. Fischereischiffe, Forschungsschiffe und Sportboote sind hingegen keine Handelsschiffe, gehören aber bei Gewinnerzielungsabsicht zu den Kauffahrteischiffen.
Anfang 2021 waren erstmals über 100.000 Seeschiffe mit mehr als 100 BRZ für den Welthandel in Fahrt, 2006 waren es weltweit etwa 70.000. Das Durchschnittsalter der Schiffe lag 2021 bei 21,7 Jahren.

## Kauffahrteischiff
Kauffahrteischiffe sind Seeschiffe, die mit Gewinnerzielungsabsicht betrieben werden.
Jedes Kauffahrteischiff benötigt zurzeit:
1. einen Fahrterlaubnisschein
2. ein Schiffsbesatzungszeugnis
3. ein Bootsausrüstungszeugnis oder Sicherheitszeugnis (siehe Befähigungszeugnis)

Ausgestellt werden diese Dokumente von der Dienststelle Schiffssicherheit der BG Verkehr, (ehemals See-Berufsgenossenschaft).
Die Arbeit auf deutschen Kauffahrteischiffen ist im Seearbeitsgesetz (SeeArbG) geregelt. Das SeeArbG ist ein spezieller Teil des deutschen Arbeitsgesetzes, der die besonderen Regelungen für die Arbeit auf See enthält. Es resultiert aus der Umsetzung des internationalen Seearbeitsübereinkommens von 2006. Vorher regelte das  Seemannsgesetz diesen Bereich.
Sportboote
Sportboote unter deutscher Flagge, die mit Gewinnerzielungsabsicht betrieben werden, werden zu den Kauffahrteischiffen gerechnet. Dazu gehören beispielsweise alle Schiffe unter deutscher Flagge, mit denen Ausbildung gegen Entgelt betrieben wird (Segelschule, Motorbootschule).

## Arten von Handelsschiffen

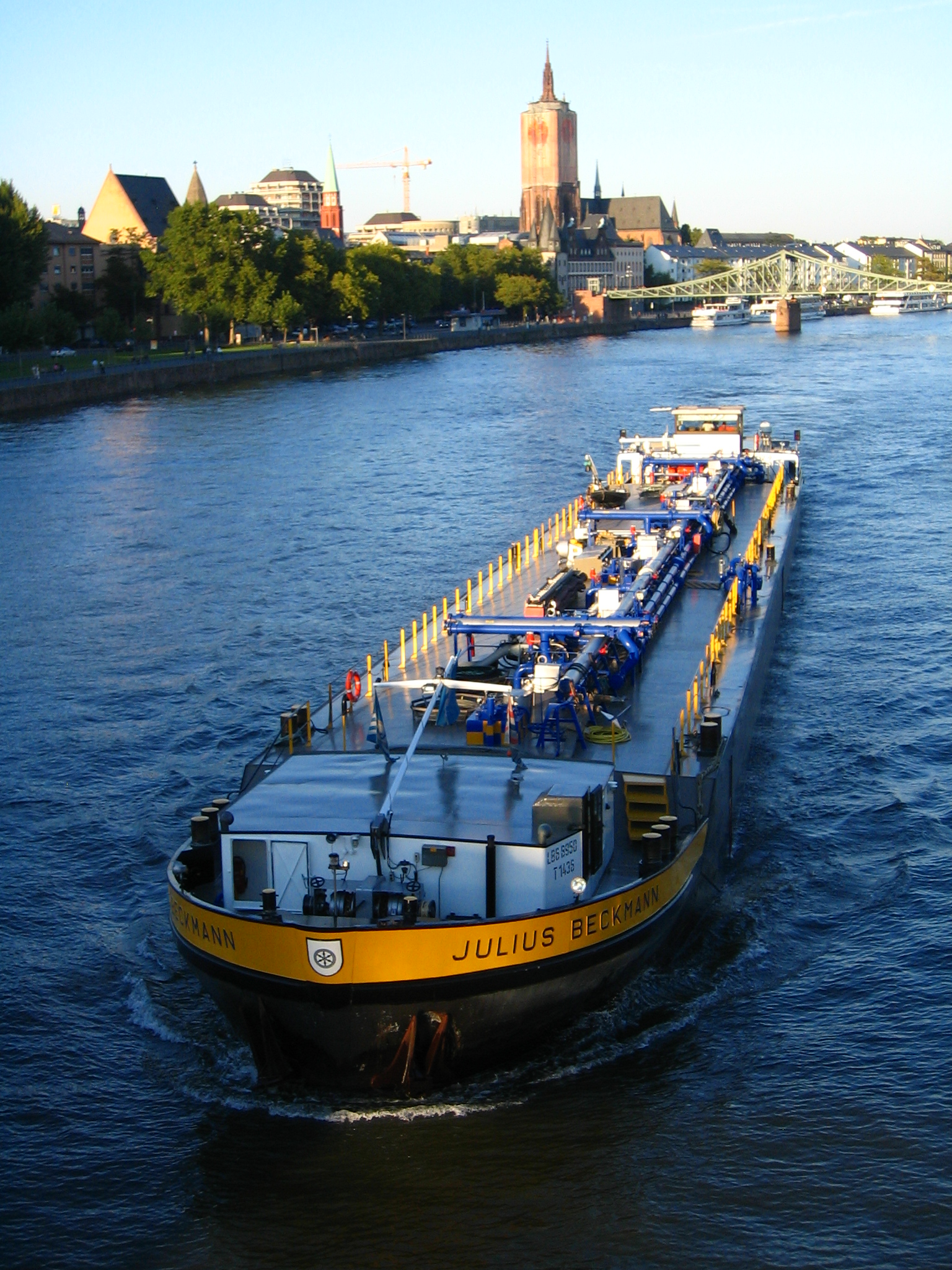
Binnentanker Julius Beckmann auf dem Main bei Frankfurt

Man unterscheidet Handelsschiffe je nach Fahrtgebiet in:
- Seeschiffe (auch Küstenmotorschiffe) und
- Binnenschiffe

Gängige Schiffsarten sind unter anderem: 
- Containerschiffe
- Massengutfrachter (auch Schüttgutschiffe oder Bulkcarrier genannt), etwa zum Transport von Kohle und Erz
- Tanker, unter anderem Öltanker, Produktentanker und Gastanker (LNG liquefied natural gas, LPG liquefied petroleum gas)
- Stückgutschiffe:
  - Kühlschiffe beispielsweise für Fisch, Fleisch und Südfrüchte
  - Schwergutschiffe
- Fähren
- RoRo-Schiffe mit befahrbaren Decks, auf die die Ladung gerollt wird
- Autotransporter (auch Car carrier genannt)
- Spezialschiffe für besondere Transportaufgaben, wie etwa Tiertransporter
- Passagierschiffe oder Fahrgastschiffe

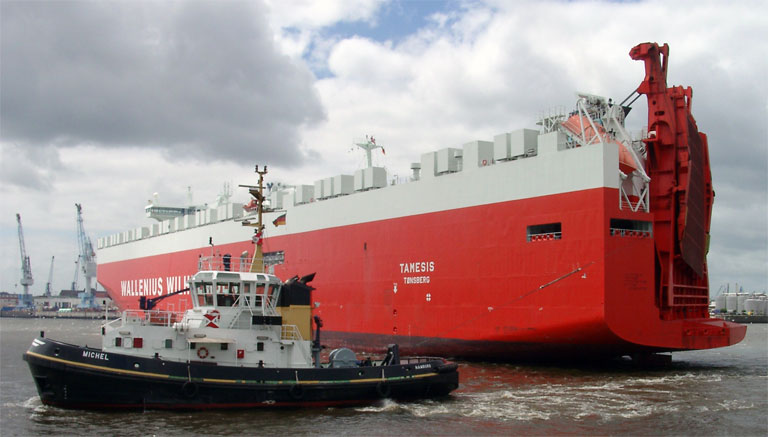
Der Hafenschlepper Michel dreht einen Autotransporter im Hamburger Hafen

Daneben gibt es viele Arten von Spezialschiffen für andere Aufgaben, die auch zu den Handelsschiffen zählen, wie 
- Schlepper für Hochsee und Hafen
- Schwimmbagger
- Bohrinselversorger

## Handelsschifffahrt

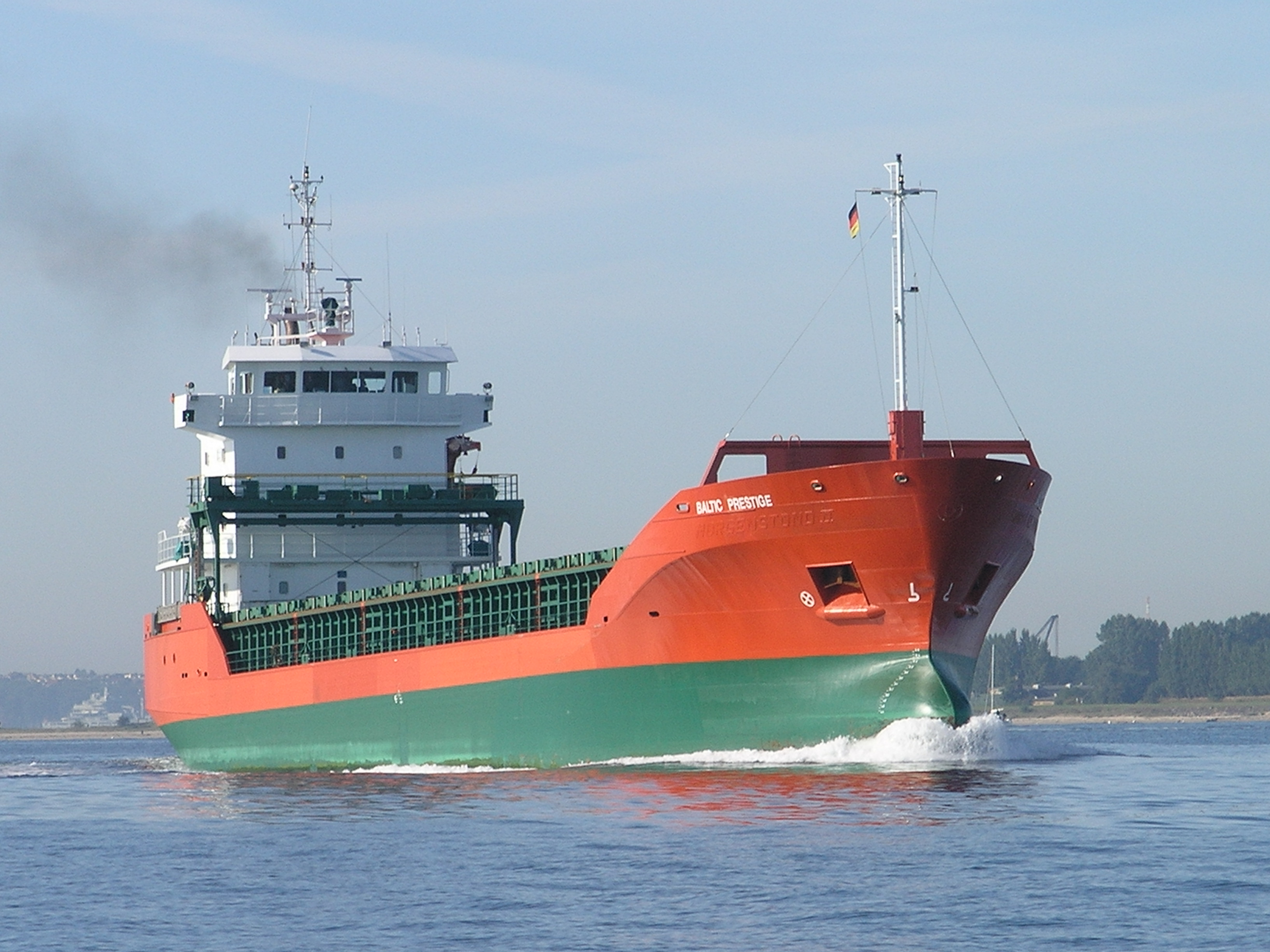
Küstenmotorschiff Baltic Prestige

Wenn auch die Bedeutung der Passagierschiffe für den Fernreiseverkehr abgenommen hat, so sind doch beim Güterverkehr die großen Handelsnationen in starkem Maße vom Seehandel und damit von Handelsschiffen abhängig.

## Einzelbelege
1. ↑  Christian Bubenzer, Runa Jörgens: Praxishandbuch Seearbeitsrecht, Walter de Gruyter, Berlin, 2015, S. 19ff
2. ↑  Rekordniveau bei der Flotte des Welthandels · Nie waren mehr Seeschiffe unterwegs als im Februar 2021. In: Täglicher Hafenbericht vom 22. Februar 2021, S. 1
3. ↑  Auswärtiges Amt: Internationaler Seeverkehr
4. ↑  Handelsschifffahrt auf Planet Wissen